# 23865 Karlsorensen
23865 Karlsorensen è un asteroide della fascia principale. Scoperto nel 1998, presenta un'orbita caratterizzata da un semiasse maggiore pari a 2,6748267 UA e da un'eccentricità di 0,0592642, inclinata di 2,53415° rispetto all'eclittica.